# حملة الصحراء السورية (مايو–يوليو 2017)
كانت حملة الصحراء السورية (مايو–يوليو 2017) عملية عسكرية للجيش السوري بدأت في البداية على طول الطريق السريع من دمشق إلى الحدود مع العراق ضد قوات المتمردين خلال الحرب الأهلية السورية. وكان هدفها الأول المقصود هو الاستيلاء على كل من الطريق السريع ومعبر التنف الحدودي، وبالتالي تأمين ريف دمشق من هجوم متمرد محتمل. في وقت لاحق، تم فتح جبهات أخرى متعددة كجزء من العملية في جميع أنحاء الصحراء، فضلا عن عملية «الفجر الكبرى» ضد داعش بهدف إعادة فتح الطريق السريع دمشق – تدمر والاستعداد لهجوم تجاه دير الزور.
منذ عام 2016، قامت الولايات المتحدة والمملكة المتحدة بتشغيل وإدارة مرفق تدريب في التنف («حامية التنف»)، مع قوات عملياتهما الخاصة التي تنصح مجموعة متمردة سورية تعرف باسم جيش مغاوير الثورة. تم تعزيز الحامية في مايو، ثم توسعت في يونيو 2017، مع أسلحة هجومية أمريكية أكثر تقدمًا، بما في ذلك قاذفات الصواريخ المتعددة (نظام صواريخ المدفعية سريعة الحركة (هايمارس)). في عدد من المناسبات، ضربت القوات الأمريكية القوات والميليشيات الموالية للحكومة في ما أطلقت عليه القوات الأمريكية «ضربات الدفاع عن النفس».

## خلفية
في الأشهر التي سبقت الهجوم، شن الجيش السوري الحر المتمرد حملة ضد تنظيم الدولة الإسلامية (داعش) الجهادي في منطقة الحدود الصحراوية المعروفة باسم البادية، والتي انتهت بطرد داعش بالكامل من الصحراء السورية الجنوبية. كما أدى ذلك إلى اقتراب المتمردين من الريف الجنوبي الشرقي لدمشق والأراضي التي تسيطر عليها الحكومة.

## الهجوم

### التقدم على طول الطريق السريع بغداد–دمشق
في 7 مايو 2017، شن الجيش العربي السوري، بقيادة الفيلق الخامس والميليشيات المدعومة من إيران، هجومًا على الجيش السوري الحر في منطقة السبع بيار بمحافظة حمص. وبحلول اليوم التالي، تقدم الجيش السوري نحو 45 كيلومتراً واستولى على عدة مواقع شرق قاعدة السين الجوية في التقدم، بما في ذلك: نقطة تفتيش ظاظا وجبال صبيحية ومنطقة السبع بيار. أعطاهم التقدم السيطرة على الرمي في هذه المنطقة الريفية.
بدأ الجيش الحر هجومًا مضادًا في 9 مايو، بهدف استعادة هذه المناطق بالإضافة إلى الجبال الكبيرة المطلة على طريق بغداد–دمشق. وزعم قائد جيش أسود الشرقية، طلاس السلامة، أن الطائرات الحربية السورية ضربت مواقع متمردة بالقرب من الحدود السورية الأردنية التي أطلقت بعدها مجموعته صواريخ باتجاه مطار خلخلة. في نهاية اليوم، استعاد المتمردون نقطة تفتيش ظاظا، لكنهم فشلوا في إعادة دخول منطقة السبع بيار.
في 10 مايو، تجددت الاشتباكات في منطقة ظاظا وبعد يومين استعاد الجيش نقطة تفتيش ظاظا، فضلا عن جبال صبيحية. في محاولة لمواجهة تقدم الجيش، أطلق المتمردون عشرات الصواريخ 'الغراد' على مواقع الجيش. وردا على ذلك، قصفت القوات الجوية السورية قوافل الجيش السوري الحر ومقرها الخلفي عند معبر التنف الحدودي، وفي 12 مايو شنت الميليشيات الشيعية العراقية هجوما من الشرق لطرد المسلحين من المنطقة الصحراوية.
في الليلة بين 14 و15 مايو، وصلت التعزيزات المؤيدة للحكومة إلى المنطقة، بما فيها الميليشيات الشيعية العراقية. وتركزت التعزيزات في بلدة السبع بيار. تم تقريب المزيد من دبابات الجيش، وكذلك صواريخ أرض - جو، إلى خط المواجهة. عند هذه النقطة، كانت القوات الحكومية على بعد 24 و 100 كيلومتر من الطنف. في هذه الأثناء، وصلت القوات الخاصة الأمريكية والبريطانية إلى المعبر الحدودي لمساعدة المتمردين في هجومهم المستمر تجاه دير الزور التي يسيطر عليها داعش.
في 18 مايو، تقدمت قوات الدفاع الوطني، إلى جانب الفرقة المدرعة الخامسة والسابعة التابعة للجيش السوري، على مسافة 35 كيلومترا إلى مناطق يسيطر عليها المتمردون في شرق محافظة السويداء. وفي الوقت نفسه، كانت القوات الحكومية تتحقق لتحديد مدى قربها من الوصول إلى التانف ووصلت إلى مواقع على بعد حوالي 27 كيلومتراً من البلدة، عندما تعرض الجزء الرئيسي من قافلتها المتقدمة لضربات جوية للتحالف الذي تقوده الولايات المتحدة. وفقا لمسؤول دفاعي أمريكي، قبل شن الضربات، تم تحذير القوات الحكومية من أنهم يقتربون جدا من قوات التحالف المتمركزة في التنف لكنها لم ترد. وفقا للولايات المتحدة، تم تدمير أربع أو خمس سيارات، بما في ذلك دبابة وجرافتان. في المقابل، أفاد الجيش السوري أن دبابتين قد دمرتا وتضررت شيلكا SPAAG. قُتل ثمانية جنود.
في اليوم التالي، على الرغم من الضربات الجوية التي شنها التحالف بقيادة الولايات المتحدة، استولت القوات الموالية للحكومة على تقاطع الزرقاء بالقرب من الطنف. كما أرسل الجيش المزيد من التعزيزات إلى الطريق السريع. وفي الوقت نفسه، تقدمت الميليشيات المدعومة من الحكومة الإيرانية جنوبا من منطقة القلمون الشرقية التي تسيطر عليها الحكومة في التاسع عشر، حيث أخذت أراضي من المتمردين المدعومين من الولايات المتحدة في البادية.

### التقدم على طول الحدود الأردنية
في 20 مايو، استولى الجيش السوري، إلى جانب حلفائه شبه العسكريين، على جزء من الجزء الشرقي من محافظة السويداء، أي منطقة الزلف. في اليوم التالي، تقدمت القوات الحكومية واستولت على عدة مواقع في الصحراء السورية الجنوبية. ردا على التقدم الحكومي، أطلقت مجموعات الجيش السوري الحر في المنطقة عملية تسمى «بركان البادية» لمحاربة القوات الموالية للحكومة.
في 22 مايو، استولى الجيش على منطقة الرحبة على بعد 25 كيلومترا شمال سد الزلف، دون وقوع أي اشتباكات مباشرة، باستثناء مبارزة مدفعية. وهكذا كان الجيش على بعد 30 كيلومترا من قطع منطقة كبيرة قليلة السكان، يسيطر عليها المتمردون في ريف دمشق الجنوبي الشرقي. أيضا، خلال الأسبوع الماضي، تمكن الجيش السوري من تأمين 70 كيلومترا من الحدود السورية الأردنية. وقرب نهاية اليوم، وصل الجيش السوري إلى مواقع على بعد ستة كيلومترات جنوب كتيبة البحث العلمي التي تم الاستيلاء عليها حديثًا، بينما تقدمت قوات أخرى شرق سد الزلف. وقد أدت هذا التقدم إلى قرب الجيش من تطويق وتقطيع قوات المتمردين في الجزء الجنوبي الشرقي من محافظة دمشق عن رفاقها في التنف وحولها. وبدا أن القوات الحكومية تستخدم أسلحة روسية الصنع متقدمة وأنها تدعمها مروحيات روسية، وذلك وفقا لتقرير اعترف به في 26 مايو المنفذ الإعلامي لوزارة الدفاع الروسية.

### إعادة فتح طريق دمشق–تدمر السريع
في 23 مايو، افتتح الجيش السوري جبهة جديدة بطول 100 كيلومتر ضد داعش، بهدف فتح الطريق السريع لدمشق – تدمر ومنع المتمردين المدعومين من الولايات المتحدة من الربط مع حلفائهم في جبال شرق القلمون. استولت القوات الحكومية بسرعة على أكثر من 1,200 كيلومتر مربع من الأراضي، بما في ذلك العديد من التلال والقرى من داعش. في اليوم التالي، توغل الجيش أيضا جنوب وشرق تدمر، واستولى على عدة مواقع، بما في ذلك جبل عطار وحقول غاز آراك. وبذلك يصل العدد الإجمالي للجبهات المفتوحة في إطار عملية تطهير الصحراء السورية من المتمردين وتنظيم الدولة الإسلامية إلى ستة.
في 25 مايو، استولى الجيش على نصف دزينة من المواقع، ممهداً الطريق لإعادة فتح طريق دمشق–تدمر السريع في اليوم التالي.

### الجيش السوري يصل إلى الحدود العراقية
في 30 مايو، استولى الجيش السوري، إلى جانب قوات الدفاع الوطني والوحدات شبه العسكرية العراقية، على منطقة الهلبة في جنوب شرق مقاطعة حمص، وبالتالي فإنه كان على مسافة 50 كم من الحدود مع العراق. وفي اليوم التالي، أطلقت مجموعات الجيش السوري الحر هجومًا مضادًا يسمى عملية الأرض لنا وأطلقت وابل من صواريخ بي إم 21 غراد على القوات الحكومية. وزعم المتمردون أنهم اخترقوا خطوط الدفاع الأولى للحكومة بالقرب من نقطة تفتيش ظاظا. ردا على ذلك، شنت القوات الجوية السورية والروسية غارات جوية ضد المتمردين.
في 3 يونيو، استولى الجيش السوري على عدة مواقع على طول الطريق السريع، على بعد ستة كيلومترات غرب آراك. بعد ثلاثة أيام، أفاد الجيش أنه استولى على ثلاث مناطق من داعش جنوب تدمر، مما خلق ظروفا للتقدم المتزامن نحو كل من محطة ضخ T3 وآراك.
في غضون ذلك، في 6 يونيو، استولى الجيش السوري على قمة تل العبد مع بعض النقاط المجاورة، مما جعلهم قريبين من منطقة الدكوة، في حين ضربت القوات الجوية الأمريكية القوات الموالية للحكومة على بعد 25 ميلاً من منطقة التدريب الأمريكية-البريطانية في التنف في وقت سابق من اليوم. وذكرت القوات الأمريكية أن القوات الحكومية تشكل تهديدًا للمقاتلين المدعومين من الولايات المتحدة والقوات المتحالفة في منطقة تدريب التحالف في التنف. في اليوم التالي، هدد حلفاء الحكومة السورية بضربات انتقامية في حالة وقوع المزيد من الضربات الأمريكية على القوات السورية.

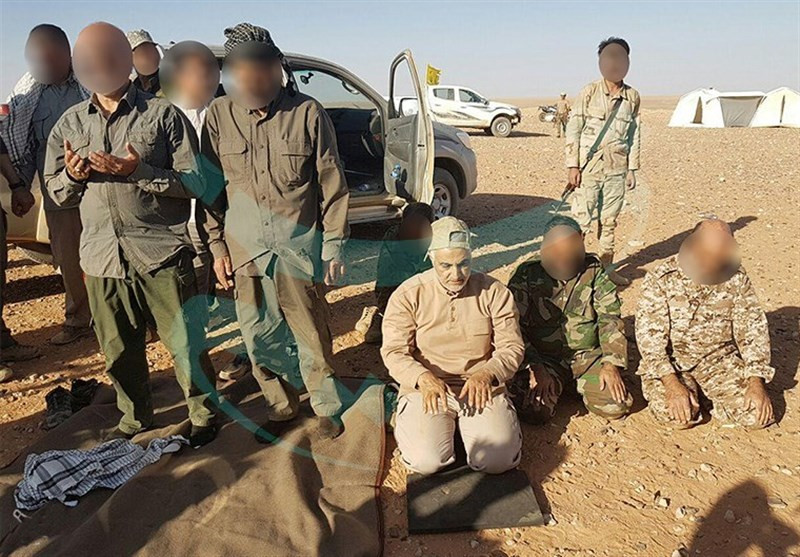
يقدم اللواء قاسم سليماني صلاة شكر لنجاح الهجوم بالقرب من الحدود العراقية، جنبا إلى جنب مع مقاتلي لواء فاطميون.

في 7 يونيو، استولى القوات الحكومية على عدة تلال حول آراك. كما تم إحراز تقدم جنوب شرق تدمر. في 8 يونيو، استولى الجيش السوري على قمة تل الدكوة من المتمردين وبعض قمم التلال ومنطقة بئر العباسية من داعش. في هذه الأثناء، خلال نفس اليوم ضربت القوات الجوية الأمريكية الجيش السوري الذي يعمل بالقرب من التنف مرة أخرى، في حين أمطر المتمردون مواقع الجيش السوري بصواريخ غراد.
في 9 يونيو، تقدمت القوات الحكومية شرقا ونصبت مواقع على بعد نحو 70 كيلومترا (40 ميلا) شمال شرق التنف، لتصل وتؤمن جزءا من الحدود السورية العراقية لأول مرة منذ عام 2015. كما أدى التقدم إلى قطع القوات التي تدعمها الولايات المتحدة عن محافظة دير الزور. وفي 11 يونيو، قتلت القوات الأردنية خمسة مقاتلين متمردين أثناء محاولتهم العودة إلى الأردن. وفي 23 يونيو، استولى الجيش السوري على أرض الوشاش، وسد الوعر، ومنطقة وادي الوعر، ومناطق صحراوية واسعة، ليصل ضمن مسافة 25 كلم من محطة الضخ T2. في 26 يونيو، سيطر الجيش السوري على منطقة بئر الضليعات من قوات متمردي داعش.

### الجيش السوري يتقدم نحو السخنة وإلى دير الزور

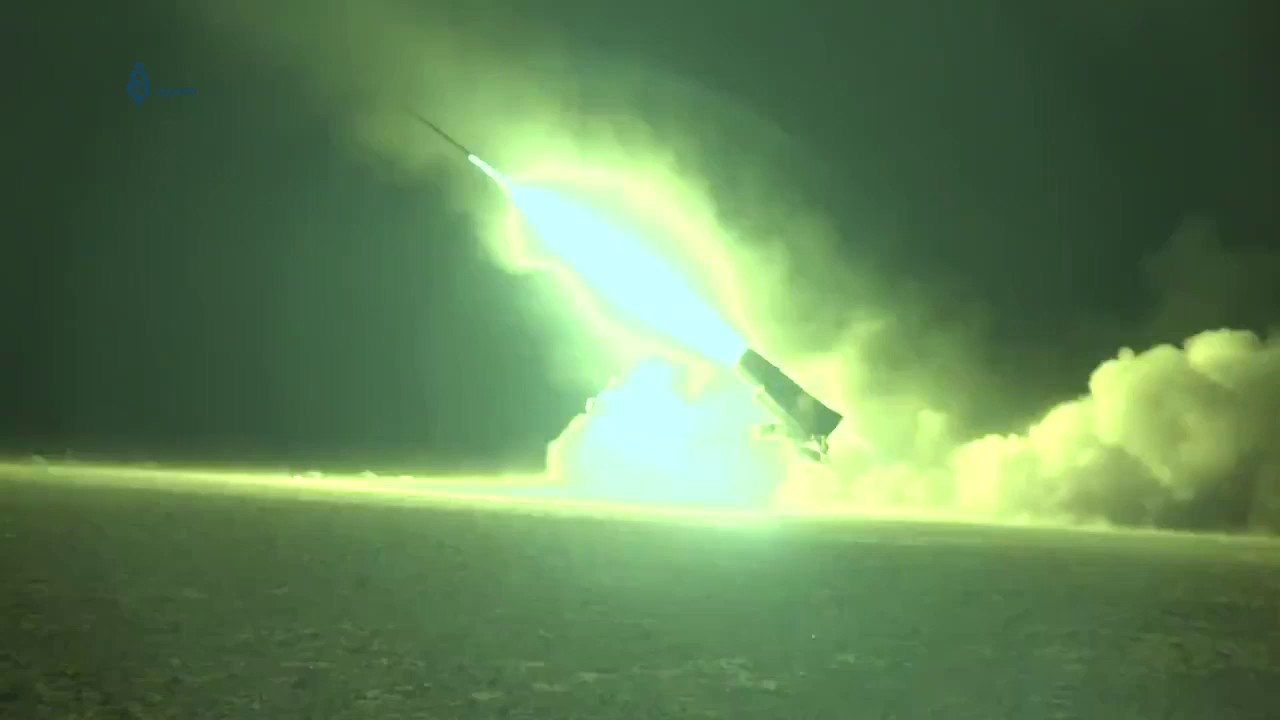
قاذفة صواريخ من طراز بي إم 21 غراد تابعة للمتمردين السوريين تطلق صواريخ على قوات الجيش السوري في الصحراء السورية.

في 13 يونيو، استولى الجيش السوري على بلدة آراك وحقول غاز آراك القريبة. في وقت لاحق من ذلك اليوم، تم نشر اللواء 103 للحرس الجمهوري بأكمله تقريبا في المنطقة من محافظة اللاذقية، للمشاركة في هجوم واسع النطاق قادم لكسر حصار داعش لمدينة دير الزور. في اليوم التالي، استولى الجيش السوري على مثلث آراك، الذي يضم محطة ضخ T3، وكذلك منطقة تليلة.
في 18 يونيو، أفادت التقارير بأن الجيش السوري قطع الطريق بين بلدات القائم التي يسيطر عليها داعش إلى السخنة، ودخل محافظة دير الزور من الجنوب، بينما استولى على أجزاء كبيرة من الصحراء السورية من داعش. وفي الوقت نفسه، أطلقت قواعد القوات الجوية لحرس الثوري الإسلامية في غرب إيران ستة صواريخ أرض-أرض متوسطة المدى تستهدف قوات داعش في محافظة دير الزور. وقد أُعلنت رسميا ردا على الهجمات الارهابية التي وقعت في طهران في وقت سابق من ذلك الشهر.
في 19 يونيو، اقتحم مقاتلو داعش معسكراً عسكرياً يسيطر عليه جيش مغاوير الثورة، مما أدى إلى القبض على ثمانية متمردين وإعدامهم لاحقاً. وفي اليوم التالي، أسقطت طائرة تابعة للقوات الجوية الأمريكية من طراز اف-15 إي مركبة جوية حربية بدون طيار مؤيدة للحكومة من طراز شاهد-129 بينما كانت تقترب من منطقة الحظر البالغ طولها 55 كيلومترا المحيطة بقاعدة التحالف في التنف. وفي 21 يونيو، هاجم الجيش السوري منطقة بئر القصب التي يسيطر عليها المتمردون، على بعد 75 كيلومتراً جنوب شرق دمشق، واستولى عليها في نهاية المطاف.
في 22 يونيو، أفاد الجيش السوري أنه أتى على بعد 20 كم من السخنة. وبعد ذلك بيومين، استولت القوات الموالية للحكومة على محطة آراك للغاز في الوقت الذي واصلت فيه تقدمها باتجاه دير الزور.
في 26 يونيو، حققت القوات الحكومية تقدما كبيرا نحو البوكمال، وخلال اليومين التاليين استولت على المزيد من الأراضي من داعش في شرق محافظة حمص. بيد أن مقاومة تنظيم الدولة الإسلامية كانت شديدة، وتكبدت القوات الحكومية العديد من الإصابات، بما في ذلك اللواء فؤاد خضور. وفي الوقت نفسه، واصلت جماعات الجيش السوري الحر مهاجمة المواقع الأمامية التابعة للحكومة في الصحراء. خلال اليوم الأول من شهر يوليو، توغل الجيش السوري في عمق الصحراء السورية، واستولى على تلتين تطلان على حميمة.
في 6 يوليو، بعد يومين من القتال، تقدمت القوات الموالية للحكومة عشرة كيلومترات، لتأتي ضمن 15 كيلومترا من السخنة. قتل 35 جهاديا من داعش و22 مقاتلا مواليا للحكومة خلال الاشتباكات. في 9 يوليو، اجتاح مقاتلو تنظيم الدولة الإسلامية على تلة المشرفة بالقرب من بلدة جب الجراح، وذكروا أنهم قتلوا 20 جنديا من الجيش السوري. في اليوم التالي ضغط الجيش السوري باتجاه السخنة، وسيطر على معظم سلسلة جبال القليلات شمال غرب حقل غاز الهيل، مشيرا إلى أنهم قتلوا أكثر من 20 من مقاتلي داعش.
في 11 يوليو، استولى الجيش على حقل غاز الهيل.

### تقدم الجيش السوري في محافظتي السويداء وريف دمشق
على الرغم من وقف إطلاق النار المتفق عليه دولياً، بدأت القوات الحكومية السورية والميليشيات المدعومة من إيران في المرحلة الثانية من عملية الفجر الكبرى، حيث شنت هجوماً على ثماني قرى يسيطر عليها المتمردون شرق قاعدة خالخالة الجوية في منطقة صحراوية قليلة السكان، ومعظمها من الدروز، واستولت على قمة تل الأصفر إلى جانب العديد من التلال الصغيرة المطلة على قرية الأصفر. ويسيطر على المنطقة جيش أحرار العشائر، وهو مجموعة متمردة مكونة من مقاتلين قبليين يعملون في المنطقة الحدودية مع الأردن، وزعم المتمردون أن الهجوم الحكومي شمل القصف الجوي. بالتوازي، تم شن هجوم آخر على مواقع المتمردين في محافظتي السويداء وريف دمشق بالقرب من قاعدة السين الجوية. وخلال اليوم الأول من الاندفاع المتجدد استولت القوات الحكومية على 3 آلاف كيلومتر مربع من الأراضي من المتمردين. خلال الأيام القليلة التالية، بحلول 13 يوليو، استولى الجيش السوري وحلفاؤه على مساحة إضافية قدرها 200 كيلومتر مربع، ليقربوا مسافة 20 كم من منطقة شبه صحراوية جبلية كبيرة يسيطر عليها المتمردون تمتد عبر شرق محافظتي السويداء وريف دمشق.
عقب وقف إطلاق النار قصير الأجل مع الجيش السوري الحر في منطقة جنوب غرب البادية الواقعة في سوريا، بوساطة روسيا والولايات المتحدة، بدأت القوات الحكومية في إعادة الانتشار إلى شرق تدمر لشن هجوم جديد.

## أعقاب
في 1 أغسطس، أعلن المتمردون هجومًا جديدًا ضد الجيش العربي السوري في منطقة الصحراء السورية. وذكر المتمردون انهم سيواصلون محاربة القوات الحكومية على الرغم من رفض الولايات المتحدة دعم معركتهم. وفي 4 أغسطس، استأنف الجيش العربي السوري عملياته ضد الجيش السوري الحر، محرزاً تقدماً بالقرب من الحدود الأردنية. استمر التقدم الحكومي في السويداء في اليوم التالي. وفي أواخر أغسطس، اعتدى المقاتلون المتمردون على مواقع حدودية تابعة للجيش السوري على طول الحدود مع الأردن في محافظة السويداء، ولكنهم أجبروا على العودة إلى الأردن بعد أن فشلوا في اختراق الدفاعات.